# 佐洛塔里夫卡 (夏斯佳區)
48°54′15″N 39°47′38″E / 48.90417°N 39.79389°E
佐洛塔里夫卡（羅馬化：Zolotarivka）是位於烏克蘭東部的村莊，由盧甘斯克州夏斯佳區的什羅基市鎮負責管轄。該村始建於1953年，面積0.69平方公里，海拔高度46米，2001年人口128，人口密度每平方公里185.5人。